# حسین‌علی خان سردار
حسین‌علی خان سردار (زاده ۱۲۸۲ تهران – ۷ خرداد ۱۳۵۶) فوتبالیست ایرانی متولد تهران بود که در نخستین سال‌های قرن بیستم بازی می‌کرد. او فرزند محمدعلی سردار افخم بود. 

## باشگاه‌ها
زمانی که در سوییس تحصیل می‌کرد در باشگاه‌های فوتبال آن کشور هم بازی می‌کرد. در ۱۹۱۹ به ایران برگشت اما بازگشتش دیری نپایید. او فوتبال را به صورت حرفه‌ای و در باشگاه سروت ژنو دنبال کرد. بعدها که دوباره به ایران برگشت به باشگاه فوتبال طوفان پیوست.

## تیم ملی ایران
اولین بازی ملی فوتبال ایران، سال هزار و سیصد و پنج با تیم قفقاز انجام شده‌است. نخستین کاپیتان و فوروارد تیم ملی فوتبال ایران «حسین‌علی‌خان سردار» بود که در این بازی موفق شد دو گل به ثمر برساند.

## مربیگری
وی در دهه ۱۹۴۰ میلادی (۱۳۲۰ شمسی) مربیگری باشگاه محبوب طوفان را بر عهده داشت.